# Florentiy Pavlenkov
Florentiy Fiodórovich Pavlenkov (Флорентий Фёдорович Павленков, 20 de octubre de 1839, provincia de Tambov, Imperio ruso – 20 de enero de 1900 del calendario gregoriano, Niza, Francia) fue un editor ruso, redactor y filántropo, promotor de la fundación de bibliotecas rurales en Rusia.

## Principales publicaciones
Pavlenkov comenzó su actividad editorial en San Petersburgo, luego de retirarse del Ejército, en 1866. Compuso el Abecedario visual para la enseñanza y autoaprendizaje de la lectura y la escritura, una obra didáctica con ilustraciones. Esta publicación recibió una mención honorífica en la Exposición Universal de Viena en 1873 y tuvo más de veinte ediciones.
El proyecto más destacado de Pavlenkov fue la serie de biografías Vidas de personas notables (Жизнь замечательных людей), de la que fue fundador y editor. Esta colección se desarrolló desde 1890 hasta 1907 ‒siete años después de la muerte de su fundador‒, contó con más de 200 volúmenes y tuvo reediciones hasta 1924.
La editorial de Pavlenkov funcionó hasta 1917, publicó más de 750 libros y sus ventas se estiman en 3,5 millones de ejemplares.

## Legado
Como editor, Pavlenkov impulsó la difusión de diversas áreas de la cultura, especialmente a través de la biblioteca biográfica Vidas de personas notables, orientada a un público masivo.

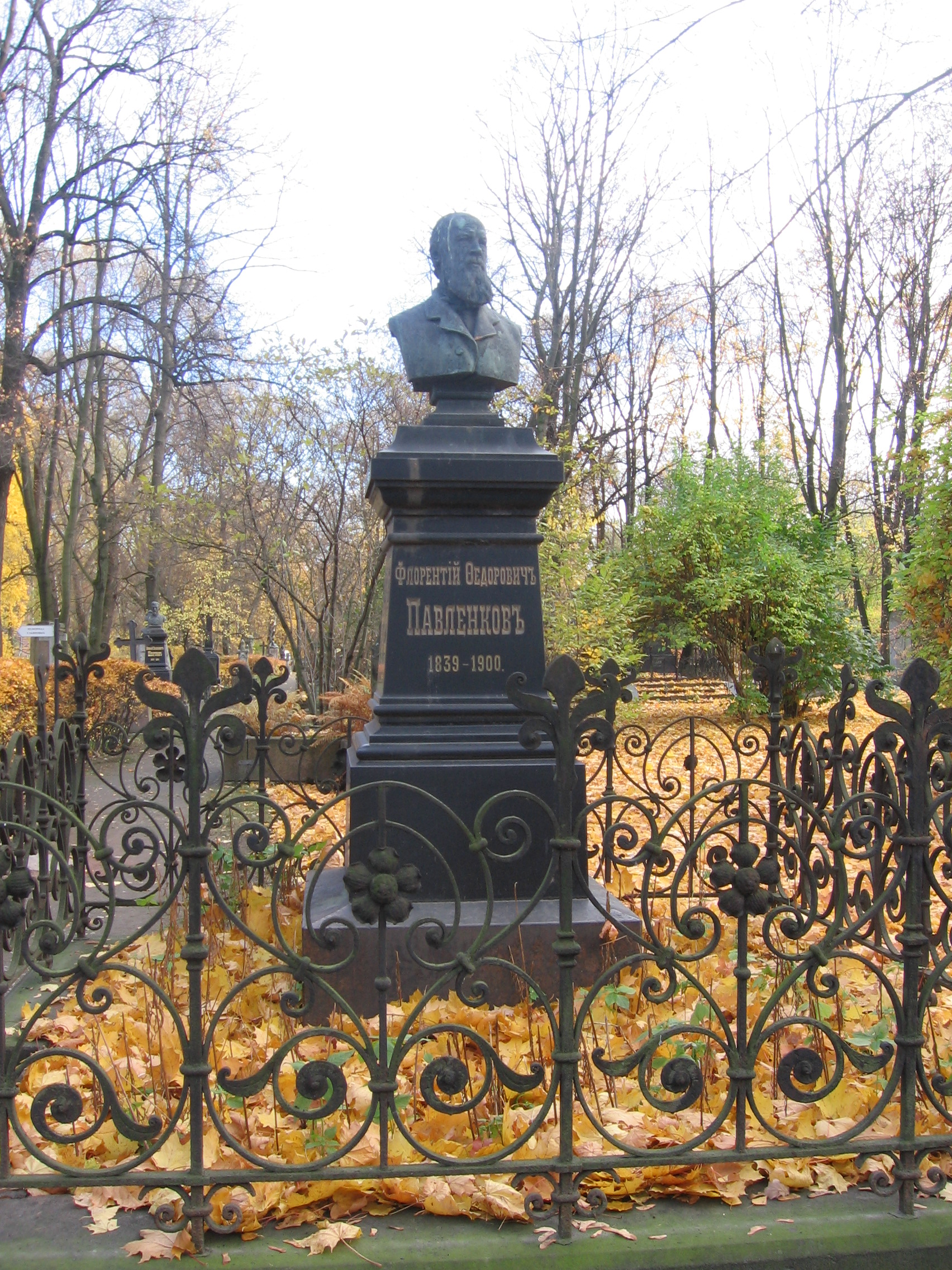
Tumba de Florentiy Pavlenkov.

Pavlenkov dejó un testamento por el cual donó su herencia para la fundación de bibliotecas rurales en Rusia. Con la intervención de Valentín Jakovenko, albacea designado por Pavlenkov, fueron abiertas dos mil bibliotecas de acceso gratuito entre 1901 y 1911, en 53 provincias rusas.